# 张浚 (清朝)
张浚，沧州人，清朝政治人物。
张浚曾于康熙二十八年接替危际泰任兴化府知府一职，康熙三十年由陈扬言接任。